# Supercoupe ibérique masculine de handball
La Supercoupe ibérique masculine de handball (en espagnol : Supercopa Ibérica, en portugais : Supertaça Ibérica) est une compétition de clubs masculins de handball d'Espagne et du Portugal fondée en 2022. Faisant suite à la Supercoupe d'Espagne et à la Supercoupe du Portugal (en), elle met aux prises les vainqueurs des championnats et coupes des deux nations.
Le FC Barcelone a remporté les trois premières éditions.

## Palmarès
| Saison        | Date                      | Lieu              | Vainqueur    | Finaliste         | Score   | Troisième         | Quatrième           |
| ------------- | ------------------------- | ----------------- | ------------ | ----------------- | ------- | ----------------- | ------------------- |
| 2022-23 (es)  | 17 et 18 décembre 2022    | Malaga,           | FC Barcelone | FC Porto          | 32 – 24 | BM Granollers     | Sporting Lisbonne   |
| 2023-24 (de), | 2 et 3 septembre 2023     | Viana do Castelo, | FC Barcelone | FC Porto          | 44 – 38 | Sporting Lisbonne | BM Logroño La Rioja |
| 2024-25 (de)  | 31 août et 1er sept. 2024 | Torrelavega,      | FC Barcelone | Sporting Lisbonne | 38 – 33 | FC Porto          | CD Torrelavega      |

## Bilan par club
| Club         | Titres | Années*          |
| ------------ | ------ | ---------------- |
| FC Barcelone | 3      | 2022, 2023, 2024 |

* L'année indiquée ici présente l'année civile à laquelle s'est disputée la compétition. Celle-ci se disputant traditionnellement en début saison sportive, la victoire à l'année N correspond à la saison N-N+1.